# Cucudeta zabkai
Cucudeta zabkai är en spindelart som beskrevs av Maddison 2009. Cucudeta zabkai ingår i släktet Cucudeta och familjen hoppspindlar. Inga underarter finns listade i Catalogue of Life.